# 青衣商會小學
青衣商會小學（英語：Tsing Yi Trade Association Primary School）位於香港新界青衣島長康邨，創立於1984年，坐立保良局羅傑承（一九八三）中學旁，環境清靜，交通方便。
畢業生大多升讀區內中學，包括天主教母佑會蕭明中學、中華傳道會安柱中學、中華基督教會全完中學、保良局羅傑承（一九八三）中學、東華三院吳祥川紀念中學、樂善堂梁植偉紀念中學等。

## 校政管理
歷任校監
- 王德仁 先生[1]
- 羅競成 先生

歷任校長
- 李鋈權 先生（上午校）[1]
- 蔡家儀 先生（下午校）[2]
- 馬彪鴻先生（下午校）
- 馮瑞蘭 女士
- 朱慧珍 女士
- 文潔碧 女士

## 學校設施
- 學校門外有一部大電視，展示學校最新情況及發展。校旁有一個小花園，雨天操場及露天操場。
- 課室數目 : 24
- 禮堂數目 : 1
- 操場數目 : 2
- 圖書館數目 : 1
- 特別室 : 多元學習室、STEM 生活科技館、圖書館、視藝室、加強輔導教學課室、音樂室、學生活動室、中華文化室、電腦室、舒心閣等
- 支援有特殊學習需要學生的設施 : 升降機及傷殘人士洗手間。
- 其他 : 各室均有冷氣設備。

## 外部連結
- 號外﹗星島日報報導「青衣商會小學師生體驗傳統紮作,製大型玉兔燈籠慶中秋」 （页面存档备份，存于）
- 號外!香港經濟日報Topick報導「青衣商會小學師生紮2米長大燈籠,趁中秋佳節體驗傳統工藝」 （页面存档备份，存于）
- 青衣商會小學網上遊學 參觀北京航天主題樂園 [傳媒報導]
- 青衣商會小學辦北京航天之旅網上遊學　校園打造小機場圓學生飛行夢 [傳媒報導]
- 合組遊學團 港穗姊妹校「雲」遊北京 [傳媒報導]
- 青衣商會小學 心繫家園賀國慶 [傳媒報導]
- 《獨立媒體》報導青衣商會小學參與大型歌舞劇《台長奇遇記》表演[]
- 文潔碧校長接受《教育佳》第53期專訪訪問 - 「為孩子添上翅膀  青衣商會小學締造優質教育」 （页面存档备份，存于）
- 迪士尼學習活動 實踐夢想 | 青衣商會小學 讓學生由想飛到起飛 [傳媒報導 - 獨立媒體]
- 實踐夢想︳青衣商會小學　迪士尼學習活動　讓學生由想飛到起飛 [傳媒報導 - 親子頭條]
- 【親子頭條】青衣商會小學 文校長分享 全日制上課減壓小貼士 （页面存档备份，存于）
- 獨立傳媒報導「葵青警區指揮官譚雅靜總警司 親入學校 與學生親切握手 為學生樹立正面榜樣」 （页面存档备份，存于）
- 【傳媒報道】獎勵 除了物質還可以是體驗 （页面存档备份，存于）
- 【傳媒報道】大小朋友玩得過癮 國安知識學得入心
- [傳媒報導] 獨立媒體  青衣商會小學 STEAM與國情教育Crossover擦出新火花
- [傳媒報導] 大公報 學校模擬航天之旅 融合科學與國安教育
- [傳媒報導] 親子頭條  不一樣的青商學習體驗課程 從心打造情境學習
- [傳媒報導] 親子頭條  全家參與/小學端午活動 促進文化交流
- [傳媒報導] 明報教育網  青衣商會小學 端午節「糭」下一份「情」
- [傳媒報導]香港01 國情教育搭上無人機 青商STEAM 教育創新
- [傳媒報導] 獨立傳媒  端午節「糭」下一份「情」
- 【傳媒報道】星島日報  恐龍驚現青衣商會小學 齊玩STEAM FUN 遊戲
- 【傳媒報道】大公報 青衣商會小學迎新學年 「恐龍同學」發放正能量
- 【傳媒報道】NET Scheme News 英文STEAM 國情教育課程 Flying into Space!
- 【傳媒報道】獨立媒體  塵爸帶埋Dustykid到訪青商啊！
- 【傳媒報道】大公報  繽紛學習舞台 啟發學生興趣
- 【傳媒報道】大公報  青衣商會小學 感受傳統節日魅力 趣學中國文化
- 【傳媒報道】親子頭條  青衣小學驚現恐龍 網民：學生一定開心
- 【傳媒報道】新城教育+ 巨型恐龍出沒注意！有網民發現青衣一間小學出現兩隻巨型恐龍，獲網民激讚「學生應該好開心」。
- 【傳媒報道】獨立媒體 青衣商會小學學生與兒歌天后Purple姐姐 合演《花木蘭穿越神話》大型音樂劇 培養學生正面價值觀。
- 【傳媒報道】星島頭條 青衣商會小學 文潔碧校長帶領教師共創專業 榮獲教聯會優秀教師獎
- 【傳媒報道】星島頭條 26高小學生成「閃耀之星」 每人獲6000元獎學金
- 【傳媒報道】星島日報「國安•家好」 保護國家資源 傳承中華文化 青衣商會小學 中華文化日  尖子群飛無人機   多元文化盆菜宴 讓學生感受傳統節日氣氛
- 【傳媒報道】香港01  校園天地｜尖子群飛無人機　多元文化盆菜宴　感受傳統節日氣氛
- 【傳媒報道】獨立媒體 不一樣的學習活動 不一樣的體驗 成就學生有意義的小學生活
- 【傳媒報道】Oh! 爸媽  青衣商會小學 無人機群飛表演+盆菜宴 傳承中華文化  讓學生感受傳統節日氣氛
- 【傳媒報道】點新聞 青衣商會小學生參與節目——《玩玩星期天》
- 【傳媒報道】教育專業「從航天夢出發 獨特國情教育」
- 【傳媒報道】親子頭條 青衣商會小學｜無人機群飛表演+盆菜宴 傳承中華文化 讓學生感 受傳統節日氣氛
- 【傳媒報道】信報  青衣商會小學 恐龍融入校園 培育正向價值
- 【傳媒報道】信報  智能運動比賽獲佳績
- 【傳媒報道】 星島頭條  青衣商會小學聯乘幼稚園舉辦一條龍運動會 讓幼小孩子展現自己 發光發亮
- 【傳媒報道】點新聞 青衣商會小學夥姐妹學校 共支持故宮博物院首部兒童音樂劇 《甪端》
- 【傳媒報道】星島頭條 青衣商會小學教師參與「華夏園丁大聯歡」活動 共襄盛舉 研討 數字化教育
- 【傳媒報道】故宫博物院  故宮博物院首部音樂兒童劇《甪端》五一京港雙城同步上演大小 觀眾贊“國劇之光”
- 【傳媒報道】中華人民共 和國文化和旅遊部  故宮博物院首部音樂兒童劇《甪端》五一京港雙城同步上演大小 觀眾贊“國劇之光”
- 【傳媒報道】大公文匯 師德師風獎｜首屆師德師風獎 弘揚教育正能量
- 【傳媒報道】知識  華夏園丁大聯歡-青衣商會小學獲獎老師獲邀分享數字化教育經驗
- 【傳媒報道】點新聞  青衣商會小學頂尖學子大灣區 STEAM 交流活動
- 【傳媒報道】文匯報 文教匯萃  青衣商會小學 國情 STEAM 連奪多項教學教師獎